# Malayomeris martensi
Malayomeris martensi är en mångfotingart som beskrevs av Karl Wilhelm Verhoeff 1910. Malayomeris martensi ingår i släktet Malayomeris och familjen klotdubbelfotingar. Inga underarter finns listade i Catalogue of Life.